# Rulon C. Allred
Rulon Clark Allred, född 29 mars 1906 i Chihuahua i Mexiko, död 10 maj 1977 i Murray i Utah, var en tidigare homeopat, kiropraktor och sedermera ledare för den polygamistiska mormongruppen the Apostolic United Brethren.
Allred växte upp bland mormoner som praktiserade månggifte och såväl hans far och farfar hade flera fruar. I tjugoårsåldern sade han sig ha fått en vision i vilken han uppmanats att skaffa sig flera fruar. Detta beslut fick hans första fru att lämna Allred, tillsammans med deras tre barn, på uppmaning av Heber J. Grant, dåvarande president i Jesu Kristi Kyrka av Sista Dagars Heliga.
Allred fängslades 1953 för bigami efter en räd som guvernören i Arizona lät genomföra bland mormoner. När Joseph White Musser avled, efterträdde Allred honom som ledare för the Apostolic United Brethren. Detta gillades inte av gruppen runt Rulon Jeffs i Short Creek, som bröt sig ur kyrkan och bildade den Fundamentalistiska Jesu Kristi Kyrka av Sista Dagars Heliga.
Mot slutet av sitt liv framträdde Allred alltmer öppet med sin polygama uppfattning i TV- och tidningsintervjuer.
Rulon Allred hade minst sexton fruar och var far till 48 barn.
Rivaliserande och mer extrema konkurrerande polygamistsekter ogillade Allred och hans kyrka och på 1960-talet fick Allred motta mordhot från Ervil LeBaron.  
Den 10 maj 1977 fick Allred besök på sitt kontor i en förort till Salt Lake City.
Två kvinnor, maskerade med peruker och solglasögon, besköt honom med handeldvapen och flydde därefter fältet.
Dr Allred avled till följd av sina skador senare samma dag. En av kvinnorna identifierades senare som Rena Chenoweth, en av Ervil LeBarons hustrur.